# Tipula (Lunatipula) yosemite
Tipula (Lunatipula) yosemite is een tweevleugelige uit de familie langpootmuggen (Tipulidae). De soort komt voor in het Nearctisch gebied.